# Crateva hygrophila
Crateva hygrophila är en kaprisväxtart som beskrevs av Wilhelm Sulpiz Kurz. Crateva hygrophila ingår i släktet Crateva, och familjen kaprisväxter. Inga underarter finns listade i Catalogue of Life.